# WHL 2003/04
Die WHL-Saison 2003/04 war die 38. Spielzeit der Western Hockey League.  Die Play-offs starteten am 18. März 2004 und endeten mit dem vierten President’s-Cup-Gewinn der Medicine Hat Tigers am 5. Mai 2004, die sich im WHL-Finale gegen die Everett Silvertips durchsetzten.

## Teamänderungen
Die Everett Silvertips nahmen zu Beginn der Saison als 20. WHL-Franchise den Spielbetrieb auf. Die Mannschaft wurde in die U.S. Division gesetzt, die nun fünf Teams umfasste. Die Silvertips spielten eine erfolgreiche erste Saison und gewannen neben dem Divisions-Titel auch die Conference-Meisterschaft, nachdem sie im Western-Conference-Finale den Vorjahres-Meister Kelowna Rockets bezwangen. Die Everett Silvertips lagen in der Best-of-Seven-Serie bereits mit 1:3-Spielen im Rückstand, bevor sie die folgenden drei Partien jeweils in Overtime für sich entscheiden konnten. Dies war das erste Mal, dass ein neues Franchise eine Play-off-Serie gegen das beste Team der regulären Saison gewann. Zudem erspielte sich nie zuvor ein Expansions-Team einen WHL-Conference-Titel. Das WHL-Finale verloren die Silvertips gegen die Medicine Hat Tigers mit 0:4-Spielen.

## Reguläre Saison

### Abschlussplatzierungen
Abkürzungen: GP = Spiele, W = Siege, L = Niederlagen, T = Unentschieden, OTL = Niederlage nach Overtime, GF = Erzielte Tore, GA = Gegentore, Pts = Punkte

Erläuterungen:       = Play-off-Qualifikation,       = Divisions-Sieger,       = Conference-Sieger,       = Scotty-Munro-Memorial-Trophy-Gewinner

#### Eastern Conference
| East Division         | GP | W  | L  | T  | OTL | GF  | GA  | Pts |
| --------------------- | -- | -- | -- | -- | --- | --- | --- | --- |
| Moose Jaw Warriors    | 72 | 41 | 22 | 8  | 1   | 209 | 172 | 91  |
| Prince Albert Raiders | 72 | 38 | 23 | 6  | 5   | 215 | 186 | 87  |
| Brandon Wheat Kings   | 72 | 28 | 32 | 9  | 3   | 230 | 224 | 68  |
| Regina Pats           | 72 | 24 | 37 | 7  | 4   | 155 | 232 | 59  |
| Saskatoon Blades      | 72 | 7  | 52 | 11 | 2   | 140 | 279 | 27  |

| Central Division      | GP | W  | L  | T  | OTL | GF  | GA  | Pts |
| --------------------- | -- | -- | -- | -- | --- | --- | --- | --- |
| Medicine Hat Tigers   | 72 | 40 | 20 | 9  | 3   | 277 | 216 | 92  |
| Red Deer Rebels       | 72 | 35 | 22 | 10 | 5   | 167 | 169 | 85  |
| Calgary Hitmen        | 72 | 34 | 24 | 8  | 6   | 220 | 187 | 82  |
| Swift Current Broncos | 72 | 36 | 29 | 7  | 0   | 234 | 209 | 79  |
| Lethbridge Hurricanes | 72 | 27 | 28 | 10 | 7   | 196 | 203 | 71  |

#### Western Conference
| B.C. Division         | GP | W  | L  | T | OTL | GF  | GA  | Pts |
| --------------------- | -- | -- | -- | - | --- | --- | --- | --- |
| Kelowna Rockets       | 72 | 47 | 21 | 4 | 0   | 185 | 125 | 98  |
| Vancouver Giants      | 72 | 33 | 24 | 9 | 6   | 215 | 196 | 81  |
| Kamloops Blazers      | 72 | 34 | 28 | 8 | 2   | 192 | 192 | 78  |
| Kootenay Ice          | 72 | 32 | 30 | 7 | 3   | 183 | 200 | 74  |
| Prince George Cougars | 72 | 30 | 34 | 7 | 1   | 214 | 236 | 68  |

| U.S. Division         | GP | W  | L  | T  | OTL | GF  | GA  | Pts |
| --------------------- | -- | -- | -- | -- | --- | --- | --- | --- |
| Everett Silvertips    | 72 | 35 | 27 | 8  | 2   | 157 | 153 | 80  |
| Portland Winter Hawks | 72 | 34 | 29 | 6  | 3   | 199 | 206 | 77  |
| Tri-City Americans    | 72 | 31 | 27 | 10 | 4   | 199 | 206 | 76  |
| Spokane Chiefs        | 72 | 32 | 29 | 4  | 7   | 200 | 215 | 75  |
| Seattle Thunderbirds  | 72 | 24 | 31 | 8  | 9   | 192 | 198 | 65  |

### Beste Scorer
Abkürzungen: GP = Spiele, G = Tore, A = Assists, Pts = Punkte, PIM = Strafminuten; Fett: Saisonbestwert
| Spieler           | Team          | GP | G  | A  | Pts | PIM |
| ----------------- | ------------- | -- | -- | -- | --- | --- |
| Tyler Redenbach   | Swift Current | 71 | 31 | 74 | 105 | 18  |
| Jeremy Williams   | Swift Current | 68 | 52 | 49 | 101 | 38  |
| Kyle Brodziak     | Moose Jaw     | 70 | 39 | 54 | 93  | 18  |
| Brad Schell       | Spokane       | 71 | 35 | 57 | 92  | 19  |
| Chris St. Jacques | Medicine Hat  | 64 | 33 | 59 | 92  | 28  |
| Chad Klassen      | Spokane       | 72 | 35 | 56 | 91  | 22  |
| Seth Leonard      | Prince Albert | 72 | 50 | 40 | 90  | 17  |
| Eric Fehr         | Brandon       | 71 | 50 | 34 | 84  | 47  |
| Adam Courchaine   | Vancouver     | 70 | 39 | 43 | 82  | 10  |
| Darren Reid       | Medicine Hat  | 67 | 33 | 48 | 81  | 76  |

### Beste Torhüter
Abkürzungen: GP = Spiele, TOI = Eiszeit (in Minuten), W = Siege, L = Niederlagen, OTL = Overtime-Niederlagen, T = Unentschieden, GA = Gegentore, SO = Shutouts, Sv% = gehaltene Schüsse (in %), GAA = Gegentorschnitt
| Spieler      | Team                    | GP | TOI  | W  | L  | OTL | T | GA  | SO | Sv%  | GAA  |
| ------------ | ----------------------- | -- | ---- | -- | -- | --- | - | --- | -- | ---- | ---- |
| Mike Brodeur | Moose Jaw               | 41 | 2385 | 23 | 11 | 1   | 5 | 84  | 4  | 92,9 | 2,11 |
| Cam Ward     | Red Deer                | 56 | 3338 | 31 | 12 | 4   | 8 | 114 | 4  | 92,6 | 2,05 |
| Kelly Guard  | Kelowna                 | 62 | 3651 | 44 | 14 | 0   | 4 | 95  | 13 | 92,5 | 1,56 |
| Jeff Harvey  | Everett                 | 48 | 2684 | 24 | 14 | 2   | 5 | 89  | 3  | 92,5 | 1,99 |
| Dustin Slade | Regina Brandon Kamloops | 41 | 2383 | 19 | 14 | 2   | 4 | 91  | 6  | 92,5 | 2,29 |

## Play-offs

### Play-off-Baum
|  | Conference-Viertelfinale | Conference-Viertelfinale | Conference-Viertelfinale |                     |                       | Conference-Halbfinale | Conference-Halbfinale | Conference-Halbfinale |  |  | Conference-Finale | Conference-Finale | Conference-Finale |  |  | WHL-Meisterschaft | WHL-Meisterschaft | WHL-Meisterschaft |
|  |                          |                          |                          |                     |                       |                       |                       |                       |  |  |                   |                   |                   |  |  |                   |                   |                   |
|  | E1                       | Moose Jaw Warriors       | 4                        |                     |                       |                       |                       |                       |  |  |                   |                   |                   |  |  |                   |                   |                   |
|  | E4                       | Regina Pats              | 0                        |                     |                       |                       |                       |                       |  |  |                   |                   |                   |  |  |                   |                   |                   |
|  | E4                       | Regina Pats              | 0                        | E1                  | Red Deer Rebels       | 4                     |                       |                       |  |  |                   |                   |                   |  |  |                   |                   |                   |
|  |                          |                          |                          | E1                  | Red Deer Rebels       | 4                     |                       |                       |  |  |                   |                   |                   |  |  |                   |                   |                   |
|  |                          |                          | C3                       | Moose Jaw Warriors  | 1                     |                       |                       |                       |  |  |                   |                   |                   |  |  |                   |                   |                   |
|  | C2                       | Calgary Hitmen           | C3                       | Moose Jaw Warriors  | 1                     | 3                     |                       |                       |  |  |                   |                   |                   |  |  |                   |                   |                   |
|  | C2                       | Calgary Hitmen           |                          |                     |                       | 3                     |                       |                       |  |  |                   |                   |                   |  |  |                   |                   |                   |
|  | C3                       | Red Deer Rebels          | 4                        |                     |                       |                       |                       |                       |  |  |                   |                   |                   |  |  |                   |                   |                   |
|  | C3                       | Red Deer Rebels          | 4                        | E1                  | Medicine Hat Tigers   | 4                     |                       |                       |  |  |                   |                   |                   |  |  |                   |                   |                   |
|  |                          |                          |                          | E1                  | Medicine Hat Tigers   | 4                     | Eastern Conference    |                       |  |  |                   |                   |                   |  |  |                   |                   |                   |
|  |                          | E3                       | Red Deer Rebels          | 2                   |                       |                       |                       |                       |  |  |                   |                   |                   |  |  |                   |                   |                   |
|  | C1                       | E3                       | Red Deer Rebels          | 2                   | Prince Albert Raiders | 4                     |                       |                       |  |  |                   |                   |                   |  |  |                   |                   |                   |
|  | C1                       |                          |                          |                     | Prince Albert Raiders | 4                     |                       |                       |  |  |                   |                   |                   |  |  |                   |                   |                   |
|  | C4                       | Brandon Wheat Kings      | 2                        |                     |                       |                       |                       |                       |  |  |                   |                   |                   |  |  |                   |                   |                   |
|  | C4                       | Brandon Wheat Kings      | 2                        | C1                  | Brandon Wheat Kings   | 2                     |                       |                       |  |  |                   |                   |                   |  |  |                   |                   |                   |
|  |                          |                          |                          | C1                  | Brandon Wheat Kings   | 2                     |                       |                       |  |  |                   |                   |                   |  |  |                   |                   |                   |
|  |                          |                          | E3                       | Medicine Hat Tigers | 4                     |                       |                       |                       |  |  |                   |                   |                   |  |  |                   |                   |                   |
|  | E2                       | Swift Current Broncos    | E3                       | Medicine Hat Tigers | 4                     | 1                     |                       |                       |  |  |                   |                   |                   |  |  |                   |                   |                   |
|  | E2                       | Swift Current Broncos    |                          |                     |                       |                       |                       |                       |  |  |                   |                   |                   |  |  |                   |                   |                   |
|  | E3                       | Medicine Hat Tigers      | 4                        |                     |                       |                       |                       |                       |  |  |                   |                   |                   |  |  |                   |                   |                   |
|  | E3                       | Medicine Hat Tigers      | 4                        | E1                  | Everett Silvertips    | 0                     |                       |                       |  |  |                   |                   |                   |  |  |                   |                   |                   |
|  |                          |                          |                          |                     |                       |                       |                       |                       |  |  |                   |                   |                   |  |  |                   |                   |                   |
|  |                          | B2                       | Medicine Hat Tigers      | 4                   |                       |                       |                       |                       |  |  |                   |                   |                   |  |  |                   |                   |                   |
|  | B1                       | B2                       | Medicine Hat Tigers      | 4                   | Kelowna Rockets       | 4                     |                       |                       |  |  |                   |                   |                   |  |  |                   |                   |                   |
|  | B1                       |                          |                          |                     | Kelowna Rockets       | 4                     |                       |                       |  |  |                   |                   |                   |  |  |                   |                   |                   |
|  | B4                       | Kootenay Ice             | 0                        |                     |                       |                       |                       |                       |  |  |                   |                   |                   |  |  |                   |                   |                   |
|  | B4                       | Kootenay Ice             | 0                        | B1                  | Kelowna Rockets       | 4                     |                       |                       |  |  |                   |                   |                   |  |  |                   |                   |                   |
|  |                          |                          |                          | B1                  | Kelowna Rockets       | 4                     |                       |                       |  |  |                   |                   |                   |  |  |                   |                   |                   |
|  |                          |                          | U3                       | Tri-City Americans  | 2                     |                       |                       |                       |  |  |                   |                   |                   |  |  |                   |                   |                   |
|  | U2                       | Portland Winter Hawks    | U3                       | Tri-City Americans  | 2                     | 1                     |                       |                       |  |  |                   |                   |                   |  |  |                   |                   |                   |
|  | U2                       | Portland Winter Hawks    |                          |                     |                       | 1                     |                       |                       |  |  |                   |                   |                   |  |  |                   |                   |                   |
|  | U3                       | Tri-City Americans       | 4                        |                     |                       |                       |                       |                       |  |  |                   |                   |                   |  |  |                   |                   |                   |
|  | U3                       | Tri-City Americans       | 4                        | B1                  | Kelowna Rockets       | 3                     |                       |                       |  |  |                   |                   |                   |  |  |                   |                   |                   |
|  |                          |                          |                          | B1                  | Kelowna Rockets       | 3                     | Western Conference    |                       |  |  |                   |                   |                   |  |  |                   |                   |                   |
|  |                          | B2                       | Everett Silvertips       | 4                   |                       |                       |                       |                       |  |  |                   |                   |                   |  |  |                   |                   |                   |
|  | B2                       | B2                       | Everett Silvertips       | 4                   | Vancouver Giants      | 4                     |                       |                       |  |  |                   |                   |                   |  |  |                   |                   |                   |
|  | B2                       |                          |                          |                     |                       |                       |                       |                       |  |  |                   |                   |                   |  |  |                   |                   |                   |
|  | B3                       | Kamloops Blazers         | 1                        |                     |                       |                       |                       |                       |  |  |                   |                   |                   |  |  |                   |                   |                   |
|  | B3                       | Kamloops Blazers         | 1                        | B2                  | Everett Silvertips    | 4                     |                       |                       |  |  |                   |                   |                   |  |  |                   |                   |                   |
|  |                          |                          |                          | B2                  | Everett Silvertips    | 4                     |                       |                       |  |  |                   |                   |                   |  |  |                   |                   |                   |
|  |                          |                          | U1                       | Vancouver Giants    | 2                     |                       |                       |                       |  |  |                   |                   |                   |  |  |                   |                   |                   |
|  | U1                       | Everett Silvertips       | U1                       | Vancouver Giants    | 2                     | 4                     |                       |                       |  |  |                   |                   |                   |  |  |                   |                   |                   |
|  | U1                       | Everett Silvertips       |                          |                     |                       |                       |                       |                       |  |  |                   |                   |                   |  |  |                   |                   |                   |
|  | U4                       | Spokane Chiefs           | 0                        |                     |                       |                       |                       |                       |  |  |                   |                   |                   |  |  |                   |                   |                   |

### President’s-Cup-Sieger
| President’s-Cup-Sieger Medicine Hat Tigers | Torhüter: Matt Keetley, Kevin Nastiuk Verteidiger: Cam Barker, Cody Blanshan, Riley Day, Dan Idema, Martin Kubaliak, Steve Marr, Lee Rogers, Kris Russell, Mark Vodden Angreifer: Kieran Block, Nathan Exner, Ryan Hollweg, Kyle Howarth, Clarke MacArthur, Tommy Maxwell, Stefan Meyer, Steve Regier, Darren Reid, Brett Robertson, Yannic Seidenberg, Chris St. Jacques, Daine Todd, Devyn Tremblay Cheftrainer: Will Desjardins General Manager: |

### Beste Scorer
Abkürzungen: GP = Spiele, G = Tore, A = Assists, Pts = Punkte, PIM = Strafminuten; Fett: Saisonbestwert
| Spieler           | Team         | GP | G  | A  | Pts | PIM |
| ----------------- | ------------ | -- | -- | -- | --- | --- |
| Chris St. Jacques | Medicine Hat | 20 | 12 | 15 | 27  | 18  |
| Darren Reid       | Medicine Hat | 20 | 13 | 8  | 21  | 31  |
| Yannic Seidenberg | Medicine Hat | 20 | 5  | 14 | 19  | 12  |
| Clarke MacArthur  | Medicine Hat | 20 | 8  | 10 | 18  | 16  |
| Stefan Meyer      | Medicine Hat | 19 | 7  | 10 | 17  | 27  |
| Shea Weber        | Kelowna      | 17 | 3  | 14 | 17  | 16  |
| Justin Taylor     | Red Deer     | 19 | 6  | 10 | 16  | 13  |
| Steve Regier      | Medicine Hat | 18 | 5  | 11 | 16  | 20  |
| John Dahl         | Everett      | 21 | 3  | 13 | 16  | 8   |

### Beste Torhüter
Abkürzungen: GP = Spiele, TOI = Eiszeit (in Minuten), W = Siege, L = Niederlagen, OTL = Overtime/Shootout-Niederlagen, GA = Gegentore, SO = Shutouts, Sv% = gehaltene Schüsse (in %), GAA = Gegentorschnitt
| Spieler      | Team      | GP | TOI  | W  | L | GA | SO | Sv%  | GAA  |
| ------------ | --------- | -- | ---- | -- | - | -- | -- | ---- | ---- |
| Cam Ward     | Red Deer  | 19 | 1199 | 10 | 8 | 37 | 3  | 94,5 | 1,85 |
| Jeff Harvey  | Everett   | 20 | 1160 | 11 | 9 | 36 | 3  | 93,8 | 1,86 |
| Mike Brodeur | Moose Jaw | 10 | 624  | 6  | 3 | 18 | 1  | 93,5 | 1,73 |
| Barry Brust  | Calgary   | 7  | 457  | 3  | 3 | 15 | 2  | 92,8 | 1,97 |

## Auszeichnungen

### All-Star-Teams

#### Eastern Conference
| First All-Star-Team |                                                |
| Angriff:            | Jeremy Williams – Ryan Getzlaf – Kyle Brodziak |
| Verteidigung:       | Mark Ardelan – Dion Phaneuf                    |
| Tor:                | Cam Ward                                       |

| Second All-Star-Team |                                                    |
| Angriff:             | Tomáš Fleischmann – Seth Leonard – Tyler Redenbach |
| Verteidigung:        | Derek Meech – Aaron Rome                           |
| Tor:                 | Réjean Beauchemin                                  |

#### Western Conference
| First All-Star-Team |                                                 |
| Angriff:            | Adam Courchaine – Nigel Dawes – Ryan Kinasewich |
| Verteidigung:       | Josh Gorges – Braydon Coburn                    |
| Tor:                | Kelly Guard                                     |

| Second All-Star-Team |                                               |
| Angriff:             | Brandon Dubinsky – Chad Klassen – Brad Schell |
| Verteidigung:        | Shea Weber – Richie Regehr                    |
| Tor:                 | Jeff Harvey                                   |

### Vergebene Trophäen
| Auszeichnung                      | Auszeichnung                 | Team                  |
| --------------------------------- | ---------------------------- | --------------------- |
| Scotty Munro Memorial Trophy      | Scotty Munro Memorial Trophy | Kelowna Rockets       |
| Auszeichnung                      | Spieler                      | Team                  |
| Four Broncos Memorial Trophy      | Cam Ward                     | Red Deer Rebels       |
| Bob Clarke Trophy                 | Tyler Redenbach              | Swift Current Broncos |
| Bill Hunter Memorial Trophy       | Dion Phaneuf                 | Red Deer Rebels       |
| Jim Piggott Memorial Trophy       | Gilbert Brulé                | Vancouver Giants      |
| Del Wilson Trophy                 | Cam Ward                     | Red Deer Rebels       |
| WHL Plus-Minus Award              | Andrew Ladd                  | Calgary Hitmen        |
| Brad Hornung Trophy               | Nigel Dawes                  | Kootenay Ice          |
| Daryl K. (Doc) Seaman Trophy      | Devan Dubnyk                 | Kamloops Blazers      |
| Dunc McCallum Memorial Trophy     | Kevin Constantine            | Everett Silvertips    |
| Lloyd Saunders Memorial Trophy    | Kelly Kisio                  | Calgary Hitmen        |
| Allan Paradice Memorial Trophy    | Rob Matsuoka                 |                       |
| St. Clair Group Trophy            | Mark Stiles                  | Calgary Hitmen        |
| Doug Wickenheiser Memorial Trophy | Braydon Coburn               | Portland Winter Hawks |
| WHL Playoff MVP                   | Kevin Nastiuk                | Medicine Hat Tigers   |